# Tenomerga cinerea

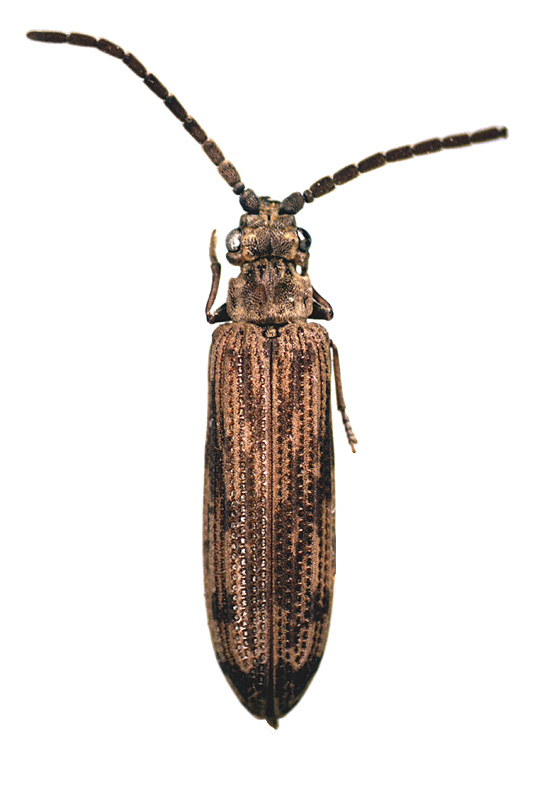

Tenomerga cinerea (лат.) — вид жесткокрылых из семейства лакомки. Обитают в восточной части Северной Америки, на территории Канады и США (были замечены в более чем трёх десятках штатов). При этом данный вид — единственный североамериканский представитель своего рода.
Длина жука 7-13 мм. Известно, что этих насекомых привлекает свет.